# Ernst Constam
Ernst Constam, né le 16 décembre 1888 à Enge (de) (aujourd'hui Zurich), et mort en 1965 à Denver, est un ingénieur mécanique americano-suisse. 

## Biographie

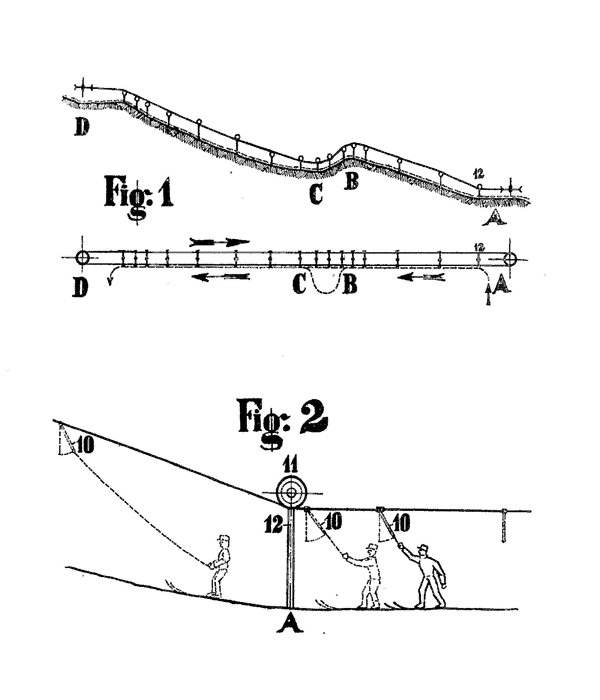
Dessin du brevet CH147025 par Ernst Constam.

Ernst Constam est né le 16 décembre 1888 à Enge (aujourd'hui Zurich). Entre 1908 et 1912 il suit des études d'ingénieur mécanicien à l’École polytechnique fédérale de Zurich. En 1932 il ouvre son propre bureau d'ingénierie à Zollikon. Sur mandat du Département fédéral des postes et des chemins de fer, il révise le règlement provisoire sur les tramways aériens à passagers adopté en 1926 et entré en vigueur en 1933. Il est copropriétaire de la concession de téléphérique Schwägalp-Säntis en 1933 et siège à son conseil d'administration de 1933 à 1938
Ernst Constam est pionnier dans le domaine de l'aide à l'escalade mécanique moderne pour les skieurs et l'inventeur du téléski à arbalètes et du télésiège pour lequel il brevète les deux inventions
En 1934, il fait construire le premier téléski au monde par Adolf Bleichert & Co. à Bolgen à Davos,. Celui ci est mis en service le 23 décembre 1934 et inauguré officiellement le lendemain
Ernst Constam construit une trentaine de remontées mécaniques en Suisse et dans d'autres stations de sports d'hiver européennes. En avril 1940, il s'installe aux États-Unis et fonde sa propre entreprise à Denver au pied est des Rocheuses, où il développe le télésiège à partir de son téléski . Aux États-Unis, il construit plus de 80 remontées mécaniques supplémentaires. Le premier télésiège suisse du Trüebsee au Jochpass est construit par son entreprise en 1944.
Son frère aîné est le commandant général de corps d'armée Herbert Constam. 
D'après le DHS, il est mort le 6 septembre 1965 à Denver, d'après le livre Historical Dictionary of Skiing ce serait le 1er décembre.